# Верещагин, Виктор Иванович
Ви́ктор Ива́нович Вереща́гин (27 октября 1871, Турны, Новгородская губерния — 10 октября 1956, Барнаул) — русский советский учёный-ботаник, флорист, краевед и исследователь Алтая. В его честь названы семь видов растений и два вида насекомых.

## Биография
Родился 15 октября (27 октября по новому стилю) 1871 года в селе Турны Валдайского уезда Новгородской губернии в семье священника.
Окончив в 1893 году Новгородскую духовную семинарию, поступил на отделение естественных наук физико-математического факультета Петербургского университета, который окончил в 1897 году. Некоторое время работал в книжном издательстве «Знание» и занимался преподаванием, а в 1899 году переехал в Барнаул, где преподавал естествознание в реальном училище. Одновременно работал в Барнаульском музее, основанный им совместно с энтомологом Е. Г. Роддом и орнитологом А. И. Велижаниным, а также в Алтайском отделе Русского географического общества, почётным членом которого состоял.
После Октябрьской революции заведовал ботаническим отделом Алтайских губернских мастерских наглядных пособий; работал преподавателем в школе, на рабфаке, в педагогическом и сельскохозяйственном техникумах, на высших педагогических курсах. 5 февраля 1933 года Верещагин был арестован (вместе с сотрудниками Барнаульского краеведческого музея — Николаем Вторых и Василием Грейлихом) по групповому делу «контрреволюционной организации „Общество изучения Сибири“». 17 мая приговорен к 5 годам ИТЛ с заменой на высылку в Восточно-Сибирский край и в августе был отправлен в Красноярск. Обращался к Е. П. Пешковой с просьбой о помощи. С 1934 по 1938 работал научным сотрудником гос. заповедника «Столбы» в окрестностях г. Красноярска.
Отбыв ссылку в Красноярском заповеднике «Столбы», в 1938 г. вернулся в Барнаул и работал в краеведческом музее. В 1944 году, получив разрешение преподавать, работал в сельскохозяйственном техникуме, затем в Алтайском сельскохозяйственном институте. В 1947 году без защиты кандидатской диссертации В. И. Верещагин был удостоен степени кандидата биологических наук. На следующий год Верещагин вышел на пенсию, жил в Барнауле.
В летний период совершал флористические поездки по окрестностям Барнаула и горного Алтая: 15 поездок общей протяженностью свыше 20000 км и две экскурсии по окрестностям с. Веселый Яр вблизи Рубцовска и курорта Аул вблизи ст. Аул Алтайской железной дороги продолжительностью 1-2,5 месяца. За это время он собрал обширные и ценные коллекции растений, включая редкие, в том числе до 50 новых для Алтая и 6 — новых для науки из родов Limnas, Astragalus, Festuca, Krascheninnikowia, Phylloslie ta. Основные гербарии были представлены Барнаульскому музею, дублеты — Томскому университету и, частично, Академии наук СССР, Главному Ботаническому саду и Сибирской сельскохозяйственной академии в г. Омске. Во время поездок собирал также зоологические, в особенности, энтомологические, коллекции, производил барометрические наблюдения.
В его честь названы растения Astragalus veresczaginii Krylov & Sumnev., Calamagrostis veresczaginii Zolot., Hieracium veresczaginii Schischk. & Serg., Koeleria veresczaginii (Tzvelev ex N.V. Vlassova) Tzvelev, Limnas veresczaginii Krylov & Schischk., Poa veresczaginii Tzvelev, Scorzonera veresczaginii Kamelin & S.V.Smirn., Senecio veresczaginii Schischk. & Serg, Sphagnum vereschaginii B.S.Semenov, Typha veresczaginii Kryl. & Schischk. и насекомые Macrosiphon Veresczagini Mordvilko, Stephanocleonus Veresczagini Suvorov.
Верещагин сотрудничал с научными журналами: дореволюционными «Естествознание и география», «Естествознание и наглядное обучение», «Сибирский рассвет» и советскими «Сибирский педагогический журнал», «Сибирская природа», «Просвещение Сибири», «За политехническую школу», а также готовил материалы для Сибирской советской энциклопедии.
Умер 10 октября 1956 года, поскользнувшись по дороге из музея домой и ударившись головой об лёд. В Барнауле он большей частью жил на Мало-Змеевской улице.

## Семья
Жена Александра Петровна (в девичестве Ончукова) (1892—1978). Дочь Ирина Викторовна Верещагина (1924—2008) — ботаник, кандидат сельскохозяйственных наук (1959), действительный член Русского географического общества. Сын Борис Викторович Верещагин (1924—2016) — тоже биолог, доктор сельскохозяйственных наук, проживал в Кишинёве (Молдавия).

## Публикации
Виктор Иванович Верещагин является автором 36 печатных работ, удостоен звания почетного члена Алтайского отделения Российского географического общества. В ЦХАФ Алтайского края хранится личный фонд В. И. Верещагина, состоящий из 32 единиц хранения.